# Група дерев бука лісового
Ботанічна пам’ятка природи місцевого значення "Група дерев бука лісового" — об'єкт природно-заповідного фонду України, розташований у Дніпровському районі Києва, у парку "Перемога".

## Опис
Пам’ятка природи охороняє групу дерев бука лісового (Fagus sylvatica), що мають наукову та естетичну цінність. Дерева є рідкісними для Києва, оскільки Бук лісовий зазвичай поширений у Карпатах та Західній Україні.

## Історія
Об’єкт було оголошено ботанічною пам’яткою природи місцевого значення рішенням Київської міської ради від 2 грудня 1999 року № 147/649.

## Охорона
Землекористувачем пам’ятки є КП УЗН Дніпровського району. Територія знаходиться під охороною, проте фактичної визначеної площі немає.

## Галерея

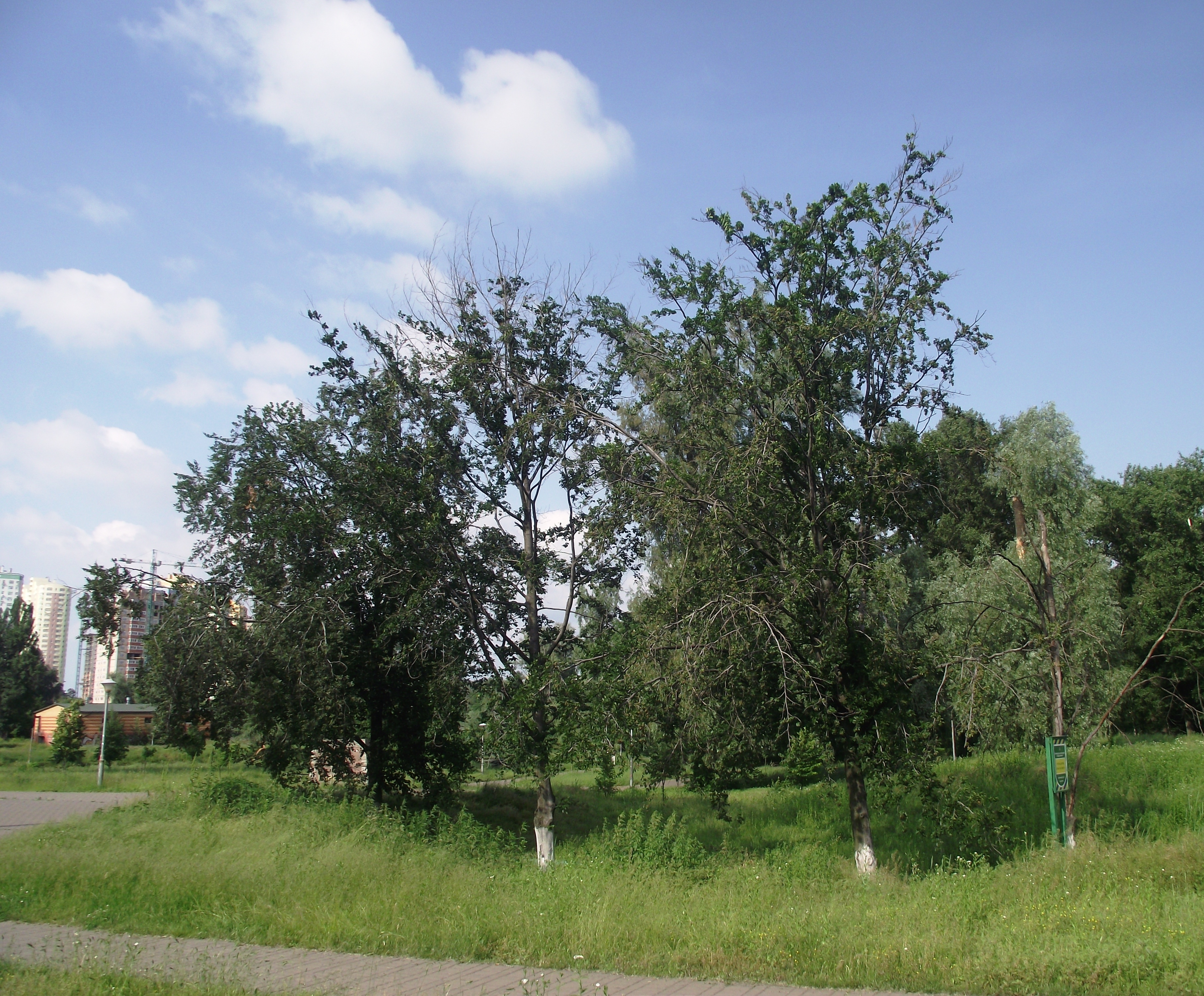
Група дерев у парку "Перемога"